# فابيو روسي
فابيو روسي (بالإيطالية: Fabio Rossi)‏ (6 أبريل 1971 جنوة إيطاليا - ) هو لاعب كرة قدم إيطالي، يلعب كمدافع، ولعب 311 مباراة.

## مسيرته

### مسيرته مع الأندية
- 1990 - 1991 لعب مع نادي براتو 27 مباراة.
- 1991 - 1992 لعب مع US Massese 1919 [الإنجليزية]‏ 25 مباراة.
- 1992 - 1995 لعب مع نادي جنوى مباراتين.
- 1993 - 1995 لعب مع Fidelis Andria 2018 [الإنجليزية]‏ 53 مباراة.
- 1995 - 1996 لعب مع نادي بيستويسي 7 مباريات.
- 1996 - 1998 لعب مع نادي سبيزيا 41 مباراة.
- 1998 - 1999 لعب مع نادي نوفارا 28 مباراة.
- 1999 - 2001 لعب مع نادي ألساندريا 50 مباراة.
- 2001 - 2002 لعب مع Campobasso FC [الإنجليزية]‏ 19 مباراة.
- 2002 - 2003 لعب مع نادي سافونا [الإنجليزية]‏ 26 مباراة.
- 2003 - 2004 لعب مع ASD HSL Derthona [الإنجليزية]‏ 18 مباراة.
- 2004 - 2005 لعب مع USD Lavagnese 1919 [الإنجليزية]‏ 15 مباراة.